# Jasminka Stancul
Jasminka Stancul (Subotica, 19 aprile 1965) è una pianista serba.

## Biografia
La Stancul ha cominciato lo studio del pianoforte in patria, con Arbo Valdma, per proseguire a Vienna, alla Hochschule con Noel Flores.
Nel 1989 si è imposta sulla scena internazionale vincendo l'ambito Concorso Beethoven, premio che le ha permesso di intraprendere un'intensa attività concertistica. 
Ha collaborato con le più importanti orchestre, fra le quali la Berliner Sinfonie-Orchester, la Badische Staatskapelle di Karlsruhe, l'Orchestre Philharmonique de Liegi, l'Orchestra Brückner di Linz, l'Orchestra della Fondazione Gulbenkian di Lisbona, la Los Angeles Philharmonic, l'Orchestre Philharmonique di Lussemburgo, la Madison Symphony, l'Orchestre de Paris, la Pittsburgh Symphony e molte altre, sotto la direzioni di grandi direttori, come Serge Baudo, Gustav Kuhn, Fabio Luisi, Lorin Maazel, Ari Rasilainen, Esa-Pekka Salonen, Alexander Sanderling, Jukka-Pekka Saraste, Ulf Schirmer, Horst Stein e altri.
Jasminka Stancul è molto attiva anche nel campo della musica da camera: infatti, suona regolarmente con il Wiener Streichquartett, con il quale ha debuttato nel 2005 nella Sala Brahms del Musikverein di Vienna, a Ragusa di Dalmazia e in Giappone.
Regolarmente invitata nei più importanti festival, (Festival di Besançon, Bratislava, Montpellier, del Rheingau, di Salisburgo, dello Schleswig-Holstein e di Tolosa, al Carinthischer Sommer, al Maggio Musicale Fiorentino, al Klavier-Festival Ruhr, alle Settimane Musicali di Stresa), ha anche al suo attivo una nutrita discografia, che comprende i Cinque Concerti per pianoforte e orchestra di Beethoven, i Trii di Schubert, i Concerti di Mendelssohn.
| Controllo di autorità | VIAF (EN) 79900245 · ISNI (EN) 0000 0001 1871 7083 · GND (DE) 134992962 · BNF (FR) cb162712566 (data) · J9U (EN, HE) 987007327671105171 |